# Eichendorf
Eichendorf egy település Alsó-Bajorországban. A Dingolfing-Landau járáshoz tartozik. A Marktgemeinde rangú község 118 kisebb településből és falurészből áll.

## Földrajz
Eichendorf a Vils mellett fekszik. 100 km² területével Bajorország legnagyobb területű vidéki községe. A szomszédos falvak adminisztratív és ellátási központja is egyben.

## Területrendezés
A község mai formáját 1972 és 1978 között alakították ki. A területrendezés során hozzácsatolták az addig önálló községeket Eichendorf, Dornach, Hartkirchen, Reichstorf, Aufhausen, Exing és Indersbach. Az egykori községek, Kammern és Rengersdorf néhány része azóta is az új eichendorfi községhez tartozik. 1978. május 1-jén utolsóként hozzácsatolták a volt Ettling község részeit: Brunnberg, Gneidingerhart, Hiemling, Unterfrauenholz, Wildeneck és Zeitlstadt.

## Története
Először VII. Gergely pápa 1075. március 24-én említette az akkor úgynevezett „Euchendorfot“ egy írásban. Az írásban Altmann passaui püspök igazolta három tanya és az eichendorfi templom ajándékozását a passaui ágostonrendi kolostornak (Kloster St. Nikola). A település többi része maradt a püspököké, akiknek az már valószínűleg a 8. századtól a tulajdonában volt.
A 12. és 14. század között Eichendorf látszólag helyi nemességnek a lakóhelye volt. Az aldersbachi kolostor okirataiban 1170-ben említettek Heinricus de Euchendorfot tanúként. Más dokumentumokban a Kloster St. Nikolában Karl von Euchendorf bukkant fel. 1350-ben Heinrich der Euchendorfer ugyanattól a kolostortól birtokot kapott.
1264-ben „forum Eichendorfként“ említik a települést egy jegyzékben, amiben a Hochstift Passau javai és jövedelmei le voltak írva.
Egy igazolólevélben I. Albert bajor hercegtől az olvasható, hogy 1358-ban Eichendorfnak már évi háromszori vásártartási joga volt, de tarthatott heti vásárt is. 1334. október 7-én IV. Lajos császár itt találkozott az unokatestvérével, XIV. Heinrich alsó-bajor herceggel békekötési tárgyalás alkalmából.
A landshuti örökösödési háborúban károsodást szenvedett a település. Kárpótlásként a polgároknak IV. Vilmos bajor herceg 1512-ben megígérte az évi negyedik vásár megtartását is. A harmincéves háborúban Eichendorf kétszer leégett, amikor svéd csapatok ott voltak 1639-ben és 1648-ban. Csak a templom maradt épen. Azután még háromszor, 1835-ben, 1848-ban és 1850-ben tűz ütött ki.
1896-ban Eichendorf plébánia lett. Azelőtt a dornachi plébániához tartozott. A második világháborúban tűz alá került és néhány részt szétromboltak.

## Gazdaság és infrastruktúra
A mezőgazdaságilag hasznosított terület 6878 ha.
Az alap- és főiskolában 2008-ban kb. 500 diák tanult a helyi intézményekben.
Eichendorfban van strandfürdő, egy sporttelep és különböző egyesületek. Azonkívül több turista- és bicikliút található a Vils völgyében (Vilstal).
Az A 92 autópálya, ami Münchent és Deggendorfot köti össze, biztosítja a csatlakozást a távolsági forgalomba.

## Népesség
| Lakosok száma | 1035 | 1958 | 6000 | 6236 | 6429 | 6450 | 6530 | 6630 | 6564 | 6654 |
|               | 1875 | 1950 | 1975 | 1987 | 2012 | 2014 | 2016 | 2017 | 2021 | 2023 |

## Fordítás
- Ez a szócikk részben vagy egészben az Eichendorf című német Wikipédia-szócikk ezen változatának fordításán alapul.  Az eredeti cikk szerkesztőit annak laptörténete sorolja fel. Ez a jelzés csupán a megfogalmazás eredetét és a szerzői jogokat jelzi, nem szolgál a cikkben szereplő információk forrásmegjelöléseként.